# Pouillé (Vendée)
Pouillé és un municipi francès situat al departament de Vendée i a la regió de País del Loira. L'any 2007 tenia 609 habitants.

## Demografia

### Població
El 2007 la població de fet de Pouillé era de 609 persones. Hi havia 217 famílies de les quals 35 eren unipersonals (12 homes vivint sols i 23 dones vivint soles), 93 parelles sense fills, 85 parelles amb fills i 4 famílies monoparentals amb fills.
La població ha evolucionat segons el següent gràfic:
Habitants censats

### Habitatges
El 2007 hi havia 256 habitatges, 223 eren l'habitatge principal de la família, 23 eren segones residències i 10 estaven desocupats. 252 eren cases i 5 eren apartaments. Dels 223 habitatges principals, 183 estaven ocupats pels seus propietaris, 37 estaven llogats i ocupats pels llogaters i 4 estaven cedits a títol gratuït; 1 tenia una cambra, 5 en tenien dues, 24 en tenien tres, 44 en tenien quatre i 149 en tenien cinc o més. 175 habitatges disposaven pel capbaix d'una plaça de pàrquing. A 86 habitatges hi havia un automòbil i a 120 n'hi havia dos o més.

### Piràmide de població
La piràmide de població per edats i sexe el 2009 era:
| Homes | Edats   | Dones |
| ----- | ------- | ----- |
| 0     | 95 o +  | 0     |
| 0     | 90 a 94 | 0     |
| 0     | 85 a 89 | 0     |
| 4     | 80 a 84 | 0     |
| 16    | 75 a 79 | 8     |
| 16    | 70 a 74 | 16    |
| 16    | 65 a 69 | 28    |
| 20    | 60 a 64 | 12    |
| 0     | 55 a 59 | 24    |
| 24    | 50 a 54 | 16    |
| 16    | 45 a 49 | 12    |
| 8     | 40 a 44 | 16    |
| 12    | 35 a 39 | 4     |
| 36    | 30 a 34 | 28    |
| 16    | 25 a 29 | 12    |
| 24    | 20 a 24 | 24    |
| 8     | 15 a 19 | 8     |
| 8     | 10 a 14 | 4     |
| 24    | 5 a 9   | 4     |
| 20    | 0 a 4   | 28    |

## Economia
El 2007 la població en edat de treballar era de 351 persones, 267 eren actives i 84 eren inactives. De les 267 persones actives 244 estaven ocupades (130 homes i 114 dones) i 23 estaven aturades (8 homes i 15 dones). De les 84 persones inactives 38 estaven jubilades, 24 estaven estudiant i 22 estaven classificades com a «altres inactius».

### Ingressos
El 2009 a Pouillé hi havia 230 unitats fiscals que integraven 622 persones, la mediana anual d'ingressos fiscals per persona era de 16.009 €.

### Activitats econòmiques
Dels 20 establiments que hi havia el 2007, 1 era d'una empresa alimentària, 1 d'una empresa de fabricació d'altres productes industrials, 5 d'empreses de construcció, 4 d'empreses de comerç i reparació d'automòbils, 1 d'una empresa de transport, 4 d'empreses d'hostatgeria i restauració, 2 d'empreses de serveis i 2 d'empreses classificades com a «altres activitats de serveis».
Dels 7 establiments de servei als particulars que hi havia el 2009, 1 era un paleta, 2 guixaires pintors, 1 electricista, 1 perruqueria i 2 restaurants.
Els 2 establiments comercials que hi havia el 2009 eren fleques.
L'any 2000 a Pouillé hi havia 24 explotacions agrícoles que ocupaven un total de 1.456 hectàrees.

## Equipaments sanitaris i escolars
El 2009 hi havia una escola elemental integrada dins d'un grup escolar amb les comunes properes formant una escola dispersa.

## Poblacions més properes
El següent diagrama mostra les poblacions més properes.